# S-400 Triumf
El S-400 «Triumf» (en cirílico: C-400 «Триумф») es una actualización del sistema S-300 desarrollado por la Oficina Central de diseño de Almaz. Se encuentra en servicio en las Fuerzas Armadas de Rusia.
El S-400 emplea 3 tipos de misiles diferentes, son los 40N6, 48N6 y 9M96. Cada uno tiene capacidades diferentes.

## Desarrollo
El desarrollo del sistema S-400 comenzó en la década de 1990. El sistema de defensa de lanzamiento de misiles fue anunciado oficialmente por la fuerza aérea rusa en enero de 1999. El 12 de febrero de 1999, se realizaron las primeras pruebas exitosas en Kapustin Yar en Astracán. Como resultado de dichas pruebas, se decidió que el ejército ruso sería dotado con el sistema S-400 en 2001.
Sin embargo, en 2003 se hizo evidente que en realidad el sistema no había estado suficientemente maduro como para desplegar totalmente: funcionarios militares objetaron que las pruebas de ensayo del S-400 habían sido hechas empleando interceptores obsoletos de la S-300P y se concluyó que no era viable la producción. A la postre, el gobierno chino proporcionó la mayoría de la financiación para el desarrollo del S-400, siendo desarrollado conjuntamente con China, cuya designación doméstica es HQ-19.
Finalmente la realización del proyecto fue anunciada en febrero de 2004. En abril, un misil balístico fue interceptado con éxito en una prueba del misil interceptor 48N6DM actualizado.
Fue diseñado para tener un papel mucho más amplio, como las necesidades de defensa de largo alcance / alta altitud de defensa aérea, para la defensa contra los nuevos misiles tácticos balísticos ICBM de Estados Unidos, para enfrentar el rendimiento y alta capacidad de los misiles instalados en Europa en los países miembros de la OTAN, tiene mayor detección y seguimiento contra los objetivos detectados bajo la sección transversal del radar, en altitudes muy altas y muy bajas, mientras que conserva la movilidad en todo terreno a muy alto nivel, con sus camiones de transporte para operar como un frente de defensa contra el ataque de los sistemas nucleares y convencionales de la OTAN.

## Cronología
Un batallón de S-400 regular consta de al menos ocho lanzadores con 32 misiles y un puesto de mando móvil.
En septiembre de 2006, el Vice primer ministro, Serguéi Ivanov, anunció un nuevo programa estatal de armamento para 2007–2015. Este programa prevé la compra de 18 batallones de misiles S-400.
El 21 de mayo de 2007, la fuerza aérea rusa anunció que se instalaría alrededor de Moscú y Rusia Central el 1 de julio de 2007 el S-400 también fue desplegado cerca de la ciudad de Elektrostal.
El 11 de junio de 2007, China probó con éxito su función antisatélite.
El 8 de febrero de 2008, el Teniente General Vladímir Svirídov anunció que Rusia reemplazó los sistemas S-300 en el noroeste de Rusia con los más avanzados tecnológicamente S-400. Expertos militares rusos esperan los planes de Rusia de este sistema para estar en el lugar y que represente un componente importante de su sistema de defensa de misiles balísticos hasta el año 2020.
El 17 de marzo de 2009, el ministro de Defensa de Rusia anunció que un segundo regimiento equipado con avanzados sistemas de misiles S-400 Triumf de defensa antiaérea fue puesto en servicio. s
El 26 de agosto de 2009, el personal de General dijo sistemas S-400 se habían desplegados en el Lejano Oriente ruso para contrarrestar los ensayos de misiles de Corea del Norte y evitar que sus fragmentos caigan en territorio ruso.
En febrero de 2011, una segunda unidad de sistemas de misiles S-400 fue desplegada en Dubrovka, al norte de Moscú. El Regimiento de defensa aérea 210.ª consta de dos batallones, cada uno formado por ocho puntos de lanzamiento, cada una con cuatro misiles. En febrero de 2011, se anunció también que el sistema de misiles serán desplegados en las Islas Kuriles del Sur "para proteger la soberanía de Rusia en el Lejano Oriente".
La entrega de las unidades de defensa aérea de la flota rusa del Báltico en la región de Kaliningrado está programada para recibir sus primeras unidades S-400 a finales de 2011.

## Usuarios
- Rusia - 328 en servicio[20]

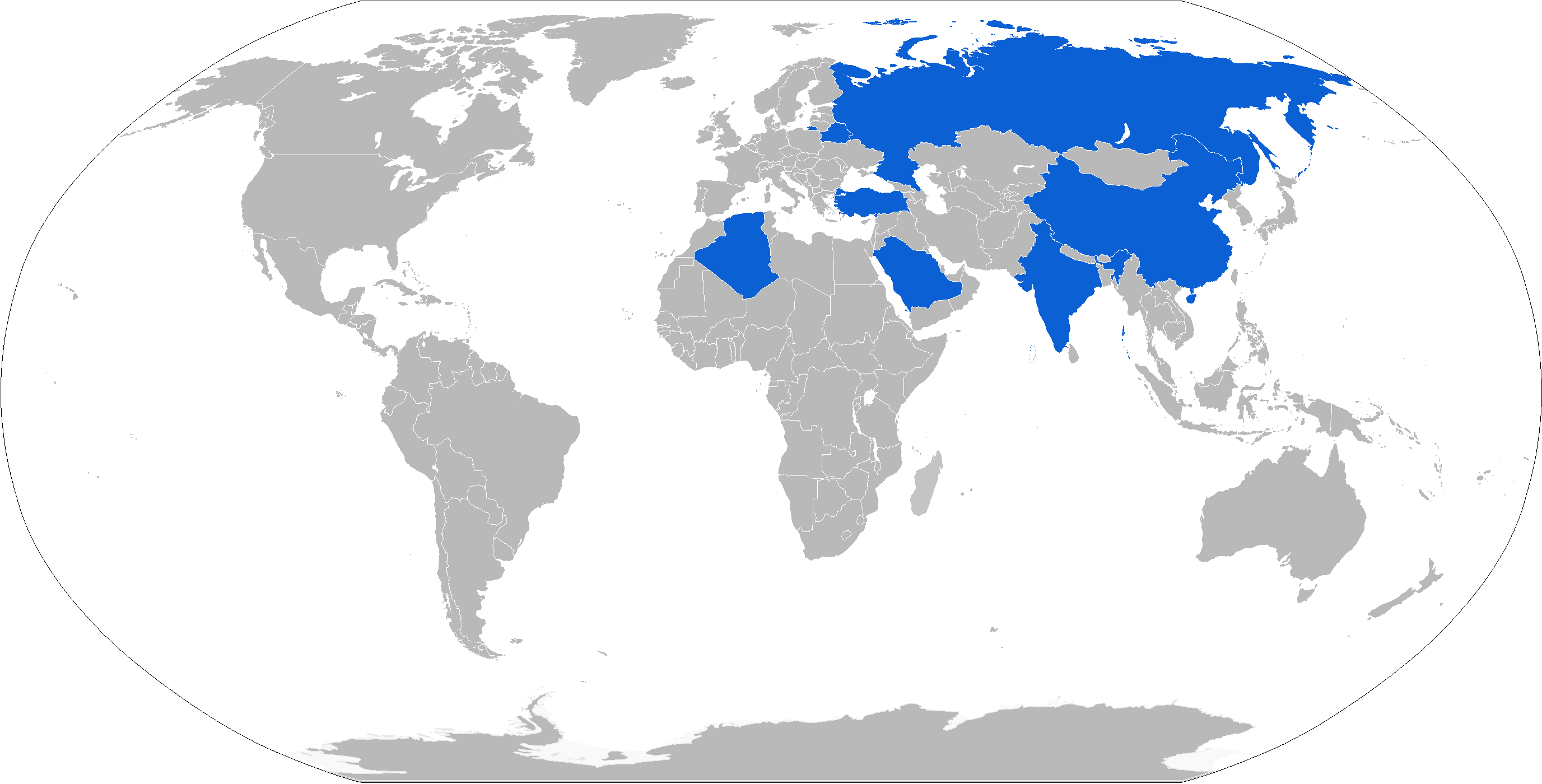
de Azul : Usuarios oficiales del S-400

- Argelia - Se estima que Argelia recibió hasta 4 batallones a mediados de 2015. Los sistemas fueron sometidos a pruebas en el país norteafricano y se empezó a instalarlos.[21][22][23]

- China - 2 Sistemas operativos,[24] siendo probados de forma exitosa en 2019.[25] A la espera del arribo del segundo lote de aparatos para la constitución de más baterías antiaéreas.[26]

- India - Sin especificar la cantidad a entregar, se alcanzó un acuerdo por dichos sistemas en torno a los US$ 5000 millones.[27]

- Turquía - 4 Sistemas entregados y en pruebas de operatividad.[28]

- Irán - Al menos uno[29]

### Desarrollos relacionados
- S-300
- S-500 Prometey

### Sistemas similares
- THAAD
- Aegis BMD
- Hetz\Arrow
- Cheolmae 4-H
- PDV

### Listas relacionadas
- Anexo:Lista de Misiles antiaéreos de la Unión Soviética